# 圣马塞尔莱萨诺奈
圣马塞尔莱萨诺奈（法語：Saint-Marcel-lès-Annonay，法語發音：[sɛ̃ maʁsɛl lɛ.z‿anɔnɛ]，意为“阿诺奈附近的圣马塞尔”）是法国阿尔代什省的一个市镇，属于罗讷河畔图尔农区。

## 地理
圣马塞尔莱萨诺奈（45°17'10"N, 4°37'34"E）面积16.61 平方千米，位于法国奥弗涅-罗讷-阿尔卑斯大区阿尔代什省，该省份为法国东南部内陆省份，北起顺时针与卢瓦尔省、伊泽尔省、德龙省、沃克吕兹省、加尔省、洛泽尔省和上盧瓦爾省接壤。
与圣马塞尔莱萨诺奈接壤的市镇（或旧市镇、城区）包括：布略莱萨诺奈、萨瓦、阿让塔勒堡、比尔迪涅、圣于连莫兰莫莱特。

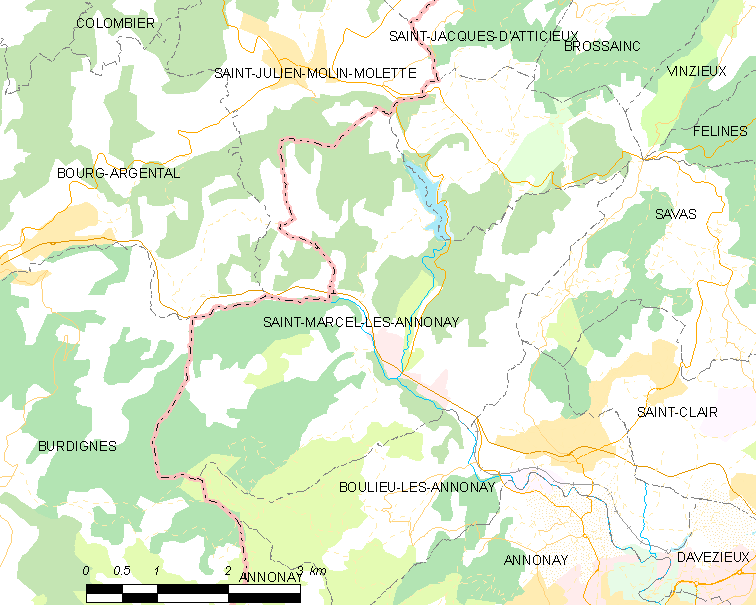
圣马塞尔莱萨诺奈的OSM定位图

圣马塞尔莱萨诺奈的时区为UTC+01:00、UTC+02:00（夏令时）。

## 行政
圣马塞尔莱萨诺奈的邮政编码为07100，INSEE市镇编码为07265。

## 政治
圣马塞尔莱萨诺奈所属的省级选区为阿诺奈第一县。

## 人口

1962-2008年间圣马塞尔莱萨诺奈人口变化图示

圣马塞尔莱萨诺奈于2022年1月1日时的人口数量为1378人。